# 射阳县 (古代)
射阳县，中国古县名。
汉惠帝三年（前192年）改射阳侯国置。治今江苏省宝应县东北射阳湖镇。因在射水之阳得名。属临淮郡。东汉改属广陵郡。三国时废。西晋太康元年（280年）复置，仍属广陵郡。东晋义熙九年（413年）复废。